# Парселас Пењуелас (Порторико)
Парселас Пењуелас (шп. Parcelas Peñuelas) град је у америчкој острвској територији Порторико, острвској држави Кариба.

## Демографија
По попису из 2010. године број становника је 941, што је 191 (-16,9%) становника мање него 2000. године.
| Група             | 2000.         | 2010.       |
| Белци             | 3 (0,3%)      | 1 (0,1%)    |
| Афроамериканци    | 98 (8,7%)     | 151 (16,0%) |
| Азијати           | 0 (0,0%)      | 0 (0,0%)    |
| Хиспаноамериканци | 1.128 (99,6%) | 940 (99,9%) |
| Укупно            | 1.132         | 941         |